# Tempest (musikalbum)
Tempest är ett musikalbum av Bob Dylan som lanserades 10 september 2012 på Columbia Records. Det är hans trettiofemte studioalbum och markerar också att det är 50 år sedan Bob Dylan skivdebuterade 1962. Albumet släpptes på CD, vinyl-LP, och som digital nedladdning. På skivans omslag syns en människoskulptur från Athena-fontänen vid Österrikes parlamentsbyggnad i Wien. Skulpturen är en av fyra som representerar de fyra största floderna i Österrike.
Musiken är varierad och baserad på blues, country, och populärmusiken innan rockmusiken slog igenom på 1950-talet. Det kvartslånga titelspåret "Tempest" handlar om RMS Titanic. Låten innehåller 45 verser, men ingen refräng och är musikaliskt baserad på irländsk folkmusik. "Roll on John" är en hyllning till John Lennon och innehåller citat från The Beatles låtar "Come Together" och "A Day in the Life".

## Mottagande
Skivan har fått mycket god kritik. Will Hermes i magasinet Rolling Stone gav skivan 5/5 stjärnor. Han skrev att skivan var musikaliskt varierad och kanske den mörkaste av Dylans alla album. Recensenterna i The Sun, Entertainment Weekly, och Uncut gav skivan full pott. Robert Christgau var mer måttligt imponerad och gav skivan B+, och menade att albumet var offer för den "automatiska hypemaskinen", men uttalade sig även positivt om några av albumets låtar. Bland de låtar som kommenterades mest var det långa titelspåret som mottogs på olika sätt, ibland som ett episkt mästerverk, medan exempelvis Christgau skrev att "det är en låt man inte kommer spela mer än en gång".

## Låtlista
(Spår ett är skrivet av Dylan tillsammans med Robert Hunter, resterande spår skrivna av Bob Dylan)
1. "Duquesne Whistle" - 5:43
2. "Soon After Midnight" - 3:27
3. "Narrow Way" - 7:28
4. "Long and Wasted Years" - 3:46
5. "Pay in Blood" - 5:09
6. "Scarlet Town" - 7:17
7. "Early Roman Kings" - 5:16
8. "Tin Angel" - 9:05
9. "Tempest" - 13:54
10. "Roll On John" - 7:25

## Medverkande
- Bob Dylan – gitarr, piano, sång
- Tony Garnier – bas
- George G. Receli – trummor
- Donnie Herron – pedal steel, banjo, violin, mandolin
- Charlie Sexton – gitarr
- Stu Kimball – gitarr
- David Hidalgo – gitarr, dragspel, violin

## Listplaceringar
- Billboard 200, USA: #3[7]
- UK Albums Chart, Storbritannien: #3[8]
- Australien: #8[9]
- Nederländerna: #1[10]
- Österrike: #1[11]
- Danmark: #1[12]
- VG-lista, Norge: #1[13]
- Sverigetopplistan, Sverige: #1[14]

### Fotnoter
1. ↑  http://derstandard.at/1342139387486/Wiener-Parlamentsstatue-auf-neuem-Dylan-Album
2. ↑  ”Arkiverade kopian”. Arkiverad från originalet den 8 november 2015. https://web.archive.org/web/20151108023754/http://www.rollingstone.com/music/albumreviews/tempest-20120830. Läst 11 september 2012.
3. ↑  http://www.thesun.co.uk/sol/homepage/showbiz/music/4525251/Review-of-Bob-Dylan-album-Tempest.html
4. ↑  ”Arkiverade kopian”. Arkiverad från originalet den 19 oktober 2012. https://web.archive.org/web/20121019142623/http://www.ew.com/ew/article/0,,20627118,00.html. Läst 11 september 2012.
5. ↑  ”Arkiverade kopian”. Arkiverad från originalet den 20 september 2012. https://web.archive.org/web/20120920152510/http://www.uncut.co.uk/bob-dylan-tempest-review. Läst 11 september 2012.
6. ↑  ”Arkiverade kopian”. Arkiverad från originalet den 21 september 2012. https://web.archive.org/web/20120921004446/http://social.entertainment.msn.com/music/blogs/expert-witness-blog.aspx. Läst 11 september 2012.
7. ↑  http://www.allmusic.com/album/tempest-mw0002405466/awards
8. ↑  http://www.officialcharts.com/artist/_/bob%20dylan/
9. ↑  http://australian-charts.com/search.asp?search=bob+dylan&cat=a
10. ↑  http://dutchcharts.nl/search.asp?search=bob+dylan&cat=a
11. ↑  http://austriancharts.at/search.asp?search=bob+dylan&cat=a
12. ↑  ”Arkiverade kopian”. Arkiverad från originalet den 11 mars 2016. https://web.archive.org/web/20160311005114/http://danishcharts.com/search.asp?search=bob+dylan&cat=a. Läst 30 september 2012.
13. ↑  http://norwegiancharts.com/search.asp?search=bob+dylan&cat=a
14. ↑  http://www.swedishcharts.com/search.asp?search=bob+dylan&cat=a